# ジョゼフ・ラニエル

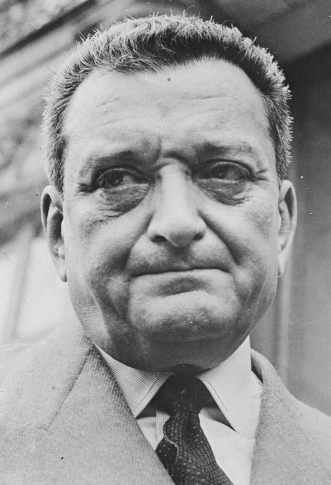
1951年

ジョゼフ・ラニエル（Joseph Laniel、1889年10月12日 - 1975年4月8日）は、フランスの政治家。フランス第四共和政の1953年から1954年にかけて首相を務めた。
オルヌ県ヴィムティエ出身。戦後、中道右派政党自由共和党（Parti républicain de la liberté、 PRL）を経て、全国独立農民センター （Centre National des Indépendants et Paysans、CNIP）を結成。1953年首相となるが、1954年第一次インドシナ戦争におけるディエンビエンフーの戦いの敗北で打撃を受ける。ディエンビエンフー陥落後もアメリカの軍事介入に同調し、戦争継続を図ったが、ピエール・マンデス＝フランスの激しい攻撃を受け、これをきっかけに内閣総辞職した。
1975年4月8日パリで死去。